# Mustafa Abdelatif
Mustafa Abdelatif (21 settembre 1975) è un ex giocatore di calcio a 5 egiziano.

## Carriera
Come massimo riconoscimento in carriera vanta la partecipazione, con la nazionale egiziana, al FIFA Futsal World Championship 1996 in cui la selezione nordafricana è stata eliminata nel girone del primo turno nel girone comprendente Spagna, Ucraina e Australia.